# شهرستان اولان
شهرستان اولان (به لاتین: Ulan County) یک شهرستان‌های جمهوری خلق چین در چین است که در ولایت خودمختار هاایشی مغول و تبتی واقع شده‌است.